# Pachnobia norica
Pachnobia norica là một loài bướm đêm trong họ Noctuidae.